# Pałki (województwo łódzkie)
Pałki – wieś w Polsce położona w województwie łódzkim, w powiecie poddębickim, w gminie Zadzim. 
| SIMC    | Nazwa   | Rodzaj    |
| ------- | ------- | --------- |
| 0720591 | Ameryka | część wsi |

Wieś leży pomiędzy miejscowościami Zadzim i Pęczniew. W skład sołectwa Pałki wchodzą także Wola Sipińska i Hilarów. Wieś liczy 60 domów, a powierzchnia to 888 ha.
W latach 1975–1998 miejscowość administracyjnie należała do województwa sieradzkiego. 